# Йованович, Живадин
Живадин Йованович (серб. Живадин Јовановић; род. 14 ноября 1938) — югославский и сербский политик, министр иностранных дел Югославии с 9 января 1998 года по 4 ноября 2000 года.

## Биография
Родился 14 ноября 1938 года в деревне Опарич. В 1957 году окончил среднюю школу в Ягодине, Югославия (территория современной Сербии). Окончил юридический факультет университета Белграда в 1961 году. 
Йованович служил сотрудником по правовым вопросам в муниципальной ассамблее Нового Белграда с 1961 по 1964 год. На дипломатической службе с 1964 года. Сначала он служил югославским вице-консулом в Торонто, Канада с 1966 по 1970 год, советником в югославском посольстве в Кении с 1974 по 1978 год и, наконец, послом Югославии в Анголе с 1988 по 1993 год.
С 1994 по 1997 год Йованович был помощником федерального министра иностранных дел, а затем федеральным министром иностранных дел с 1998 по 2000 год. Он был вице-президентом по иностранным делам Социалистической партии Сербии с 1996 по 2002 год, а также членом парламента Республики Сербия с 1996 года.
Во время войны в Косово в мае 1999 года бывший президент Ирландии Мэри Робинсон (в то время Верховный комиссар ООН по правам человека) встретилась с Йовановичем, чтобы оспорить его доказательства того, что югославское правительство насильственно изгоняло этнических албанцев из Косово. The Los Angeles Times сообщила, что, как полагают, около 1,8 миллиона албанцев бежали из Косово, но Йованович опроверг эти утверждения. Он попросил Робинсона осудить бомбардировки НАТО, в результате которых, по его словам, погибло около 1200 мирных жителей. К раздражению Робинсона, президент Слободан Милошевич не смог присоединиться к их встрече. После свержения Милошевича 5 октября 2000 года Йованович ушел в отставку с поста министра иностранных дел Югославии 14 октября.
С 2005 года является президентом Белградского форума за мир равных. Форум является некоммерческой организацией и членом Всемирного совета мира. На своем веб-сайте Форум выступает за невмешательство и выступает против «гуманитарных войн».
Йованович говорит на английском, русском, французском и португальском языках.

## Награды
- Золотая медаль «За заслуги» (2023, Сербия)[2]